# AMS-Osram
ams OSRAM AG, antigament coneguda com a austriamicrosystems AG (originada a Àustria Mikro Systeme) i ams AG (abans d'adquirir OSRAM), és una empresa d'electrònica austríaca que dissenya i fabrica sensors per a aplicacions amb factor de forma petit, baixa potència, la més alta sensibilitat i multisensor. Els productes inclouen sensors, circuits integrats de sensors, interfícies i programari relacionat per als mercats mòbils, de consum, de comunicacions, industrial, mèdic i d'automoció.
El 2020 ams AG va adquirir el fabricant alemany d'il·luminació, LED i optosemiconductors OSRAM. Des de llavors, l'empresa opera sota el nom d'ams OSRAM.
Amb seu a Àustria, ams OSRAM dona feina a més de 24.000 persones a tot el món. ams OSRAM cotitza a la borsa de valors SIX Suïssa (símbol: AMS).

## Segments de negoci
Les activitats d'ams OSRAM s'organitzen en dos segments de negoci principals, Semiconductors i Lamps & Systems. El segment de Semiconductors inclou productes basats en semiconductors com ara LED d'alt rendiment, làsers i sensors òptics per a clients empresarials dels mercats finals de l'automoció, de consum i industrial. El segment de llums i sistemes inclou llums i sistemes d'il·luminació tradicionals per als mercats finals de l'automoció, la indústria i la medicina.
Durant el primer semestre de l'exercici 2022, el segment de negoci de Semiconductors va aportar el 68% dels ingressos del grup mentre que el segment de Llums i Sistemes va aportar un 32%.
ams OSRAM inverteix constantment en recerca i desenvolupament. El 2016, les despeses de recerca i desenvolupament van ascendir a 138,9 milions d'euros, el que correspon al 25% dels ingressos. De mitjana, el departament d'investigació i desenvolupament incloïa 677 empleats. El 2021, les despeses de recerca i desenvolupament van ascendir a 642 milions d'euros (el 13% dels ingressos) i van incloure 3.445 empleats de mitjana.